# 歐洲中期天氣預報中心

2015年的會員國
合作協議的國家

歐洲中期天氣預報中心（英語：European Centre for Medium-Range Weather Forecasts，簡稱），創立於1975年，是一個國際組織，位於英格蘭雷丁。

## 目標
- 為中期天气预报的數值方法發展
- 準備分發中期天氣預報到會員國
- 進行科學和技術研究，改善天氣預報
- 蒐集和儲存適當的氣象數據

## 工作和計畫
歐洲中期天氣預報中心自1979年8月1日開展運行製作中期天氣預報。
歐洲中期天氣預報中心運行兩個「重分析」（re-analysis）計畫，首個ECMWF re-analysis (ERA-15)重分析計畫由1978年12月至1994年2月產生。ERA-40計畫由1957年12月至2002年8月產生。
歐洲中期天氣預報中心的歷史記錄於書本，由Austin Woods撰寫，2005年發行。

## 會員
歐洲中期天氣預報中心為18個欧洲國家：奧地利、比利时、丹麦、芬兰、法国、德国、希腊、爱尔兰共和国、意大利、卢森堡、荷兰、挪威、葡萄牙、西班牙、瑞典、瑞士、土耳其、英国。
歐洲中期天氣預報中心與以下國家有合作協議：克罗地亚、捷克、爱沙尼亚、冰岛、立陶宛、匈牙利、摩洛哥、羅馬尼亞、塞爾維亞、斯洛伐克。

## 所在地
歐洲中期天氣預報中心位於英格蘭雷丁Shinfield Park。與英國氣象局教學校舍共享地方直至2002年夏天。英國氣象局總部在2003年由布拉克內爾遷至埃克塞特。過往校舍用地，現變為住宅用途。

## 延伸閲讀
- Woods, Austin. . Springer. 2006. ISBN 978-0-387-26928-3.

## 外部連結
- 官方網站
- ERA-15 重分析
- ERA-40 重分析

51°25′10″N 0°57′03″W / 51.41956°N 0.95077°W